# ハラレ国際空港
ハラレ国際空港（ハラレこくさいくうこう、英語：Harare International Airport）は、ジンバブエ共和国の首都ハラレにある国際空港。ジンバブエの空港のうちではもっとも貨客の扱いが大きく、利用者数は161万人（1991年）を超えた。エア・ジンバブエの本拠地である。

## 歴史
1957年にソールズベリー空港として開港。2017年11月にロバート・ムガベ大統領の功績を称えロバート・ガブリエル・ムガベ国際空港となったが、クーデター未遂で元の名称に戻った。
2021年、航空機の離着陸が航空交通管制用レーダーシステムが稼働していない状態で行われていることが、議会でのやりとりで明らかになった。

## 就航航空会社と就航都市

### 国際線
| 航空会社                     | 就航地 |
| ---------------------------- | --- |
| エア・ジンバブエ             | O・R・タンボ国際空港（ヨハネスブルグ）、 ジュリウス・ニエレレ国際空港（ダルエスサラーム）                        |
| ファストジェット・ジンバブエ | O・R・タンボ国際空港（ヨハネスブルグ）                                                                           |
| エア・ボツワナ               | セレツェカーマ国際空港（ハボローネ）                                                                             |
| エア・タンザニア             | ジュリウス・ニエレレ国際空港（ダルエスサラーム）                                                                 |
| エスワティニ エア            | キング・ムスワティ3世国際空港（マンジニ）                                                                        |
| エチオピア航空               | ボレ国際空港（アディスアベバ）                                                                                   |
| ケニア航空                   | ジョモ・ケニヤッタ国際空港（ナイロビ）、ルサカ国際空港（ルサカ）                                                 |
| LAMモザンビーク航空          | マプト国際空港（マプト）、ルサカ国際空港（ルサカ）                                                               |
| マラウイアン航空             | リロングウェ国際空港（リロングウェ）、ルサカ国際空港（ルサカ）                                                   |
| ルワンダ航空                 | キガリ国際空港（キガリ）、ケープタウン国際空港（ケープタウン）                                                   |
| 南アフリカ航空               | O・R・タンボ国際空港（ヨハネスブルグ）                                                                           |
| エアリンク                   | O・R・タンボ国際空港（ヨハネスブルグ）、ケープタウン国際空港（ケープタウン）、キング・シャカ国際空港（ダーバン） |
| エミレーツ航空               | ドバイ国際空港（ドバイ）、ルサカ国際空港（ルサカ）                                                               |
| カタール航空                 | ドーハ国際空港（ドーハ）、ルサカ国際空港（ルサカ）                                                               |

### 国内線
| 航空会社                     | 就航地                                                                          |
| ---------------------------- | ------------------------------------------------------------------------------- |
| エア・ジンバブエ             | ヴィクトリアフォールズ空港（ヴィクトリアフォールズ）、 ブラワヨ空港（ブラワヨ） |
| ファストジェット・ジンバブエ | ヴィクトリアフォールズ、ブラワヨ、カリバ、ワンゲ                                |

### 貨物線
- Avient Aviation
- マーティンエアー

## 事件と事故
- 2009年11月3日、当空港発エア・ジンバブエ UM239便（西安MA60型機）が離陸中に5匹のイボイノシシと接触して、離陸を中断した[4]。